# Opisthoxia saturaria
Opisthoxia saturaria là một loài bướm đêm trong họ Geometridae.